# Uig Parish Church

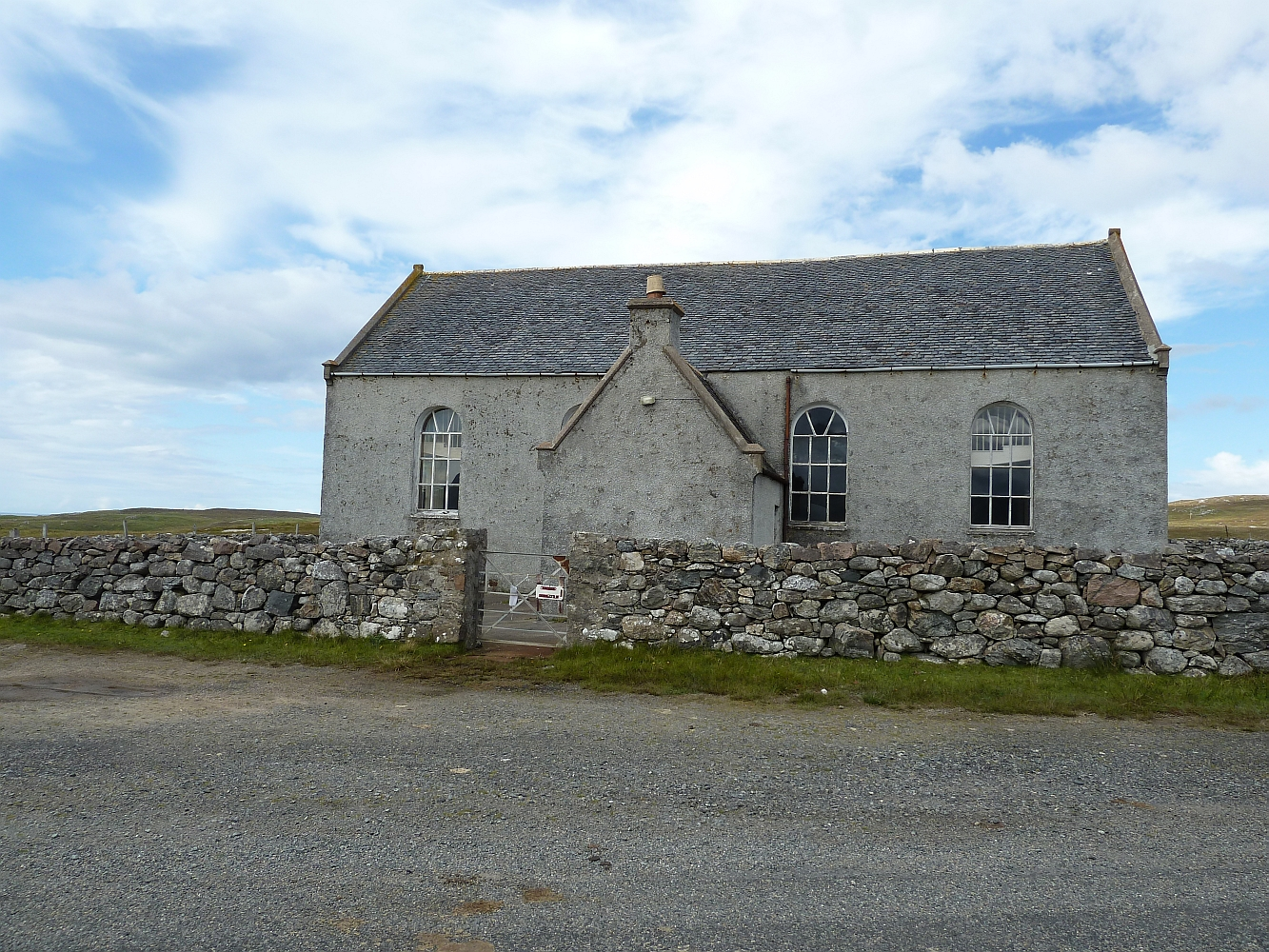
Uig Parish Church

Die Uig Parish Church, schottisch-gälisch Baile Na Cille Church, ist ein ehemaliges Kirchengebäude der presbyterianischen Church of Scotland in der Ortschaft Timsgarry auf der schottischen Hebrideninsel Lewis and Harris. 1971 wurde das Bauwerk in die schottischen Denkmallisten in der Denkmalkategorie B aufgenommen. Das zugehörige ehemalige Pfarrhaus ist des Weiteren als Denkmal der Kategorie C klassifiziert.

## Geschichte
Bereits im Mittelalter entstand in der Nähe ein Kirchengebäude. Dieses wurde 1724 durch einen Neubau am selben Standort, der heute durch den ehemals umgebenden Friedhof gekennzeichnet ist, ersetzt. Die heutige Uig Parish Church wurde zwischen 1826 und 1829 an neuem Standort errichtet. Es handelt sich um eine Abwandlung des Modellentwurfs Thomas Telfords für Kirchengebäude in entlegenen Regionen („Parliamentary Churches“), der auf den Hebriden vielfach realisiert wurde. 
Berichten zufolge wurde bereits 1996 die Schließung der Uig Parish Church zugunsten der Miavaig Church diskutiert. In der Folgezeit wurden in Timsgarry nur noch jeden zweiten Sonntag Gottesdienste abgehalten. Bereits zwei Jahre später wurde die Notwendigkeit zur Restaurierung des Kirchengebäudes identifiziert und es im selben Jahr in das Register gefährdeter denkmalgeschützter Bauwerke in Schottland aufgenommen. Nach Schließung der Kirche suchte die Church of Scotland den Verkauf des Gebäudes, war jedoch nicht mit dem gutachterlich bestimmten Gebäudewert von 78.000 £ in der Höhe nicht einverstanden. Im Folgejahr erwarb eine Privatperson das Gebäude. Dem vorgelegten Plan zur Umnutzung zu einem Wohngebäude gaben die Denkmalschutzbehörden statt. Obschon Restaurierungsarbeiten in Gange waren, war der Plan Ende 2023 noch nicht umgesetzt und das Gebäude beherbergte zu diesem Zeitpunkt eine gemeinnützige Kunstausstellung.

## Beschreibung
Die Uig Parish Church steht in der kleinen Streusiedlung Timsgarry unweit der Uig Lodge. Es handelt sich um ein T-förmiges Gebäude mit einer zusätzlichen Sakristei, die möglicherweise später ergänzt wurde. Das Mauerwerk ist mit Harl verputzt und die Laibungen farblich abgesetzt. Im Unterschied zu den tudorgotischen Fensteröffnungen der Parliamentary Churches, ist die Uig Parish Church mit Rundbogenfenstern ausgeführt. In die Giebel sind kleine, rechteckige, vierflächige Sprossenfenster eingelassen. Das offene Geläut hängt unterhalb eines kleinen Giebels am Ostgiebel; ein Aufbau der zweifelsohne aufgrund der Witterungsbedingungen am Standort gewählt wurde. Die abschließenden Satteldächer sind schiefergedeckt.

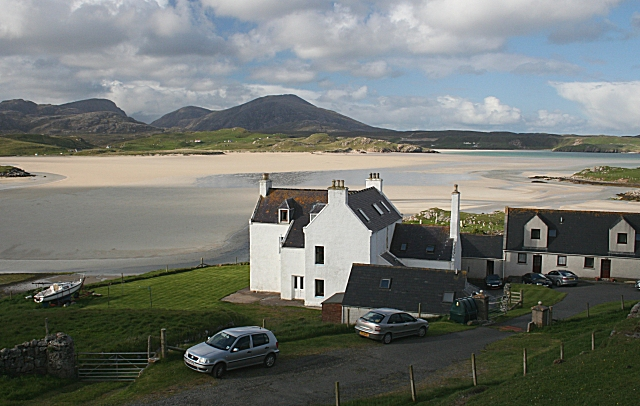
Pfarrhaus der Uig Parish Church

### Pfarrhaus
Das ehemalige Pfarrhaus steht rund 600 Meter südwestlich der Kirche an der Uig Bay. Es stammt aus dem 18. Jahrhundert und wurde für die nahe diesem Standort befindliche Vorgängerkirche errichtet. Das zweigeschossige Wohngebäude weist einen T-förmigen Grundriss auf. Ursprünglich handelte es sich um ein längliches Gebäude, das 1824 durch einen Anbau erweitert wurde. In der Folge wurde das Pfarrhaus, teils nicht stilistisch passend, überarbeitet. Insbesondere die Ende der 1980er Jahre eingesetzte Verglasung und Dachfenster wurden nicht harmonisch gewählt. Die Fassaden des Pfarrhauses sind Harl-verputzt und das Gebäude schließt mit schiefergedeckten Satteldächern.